# ملحة العلياء (غرب كارون)
ملحة العلياء (بالفارسية: مملح علیا) هي منطقة سكنية تقع في إيران في قسم غرب كارون الريفي. يقدر عدد سكانها بـ 145 نسمة بحسب إحصاء 2016.